# Grameen Danone Foods
Grameen Danone Foods — совместное предприятие обладателя Нобелевской премии мира, бангладешского банка Grameen Bank и французской продовольственной компании Danone. Grameen Danone производит специальный йогурт с повышенным содержанием витаминов и полезных микроэлементов и продаёт их по невысоким ценам в сельских районах Бангладеш.

## История
Во время своего визита в Париж глава Grameen Bank Мухаммад Юнус встретился с председателем совета директоров компании Danone Франком Рибу и договорился с ним о создании совместной компании, которая занималась бы производством полезного питания на каждый день для детей из бедных районов Бангладеш. По предложению Юнуса, Grameen Danone Foods стала компанией, работающей по принципам социального предпринимательства. Проект c полным названием Grameen Danone Foods Social Business Enterprise был запущен в 2006 году, при его открытии присутствовал знаменитый футболист Зинеддин Зидан. Первая фабрика компании располагалась в городе Богра. Доли в Grameen Danone поровну были разделены между Danone и Graneem Bank.
Grameen Danone производит йогурт под названием Shakti Doi (с бенгальского — «энергия»), с повышенным содержанием протеинов, витаминов, железа и кальция в упаковках по 60 и 80 грамм. В одной порции йогурта содержится 30% от дневного объёма полезных веществ. Цена на упаковку не превышала 20 центов.